# 카를로 블라시스
카를로 블라시스(이탈리아어: Carlo Blasis, 1797년 11월 4일 출생 ~ 1878년 1월 15일 사망)는 이탈리아의 무용가이며 안무가인 동시에 무용 이론가로서 특히 무용의 교수법이나 연습법을 확립한 인물이다.

## 생애
블라시스는 1797년 나폴리에서 음악가의 아들로 태어나 무용을 배웠다. 12세 때 마르세이유 오페라에서 처음으로 무대에 데뷔하였고, 1816년 보르도에서 발레수업을 계속하였다. 1817년 파리로 입성한 그는 피에르 가르델(Pierre Gardel)이 운영하는 오페라에 입단하였다. 이탈리아로 돌아간 그는 밀라노의 라 스칼라의 수석 무용수가 되었다.
그 후 베네치아의 라 페니체, 토리노의 Teatro Regio에서 활동하였다. 발을 다친 후 1830년대에 무용수로서의 활동을 중단하고 안무자와 교육자로서 활약하였다. Jean Dauberval, Jean-Georges Noverre, Pierre Gardel, Jean-Baptiste Blache과 Louis Milon의 작품을 다시 무대에 올렸고, 그만의 안무를 라 스칼라와 그외 런던, 바르샤바, 리스본, 파리와 모스크바의 여러 극장을 위해 만들었다.
1837년에는 밀라노의 제실 무용무언극학교(帝室舞踊無言劇學校)의 교장으로 취임, 모범적인 교육법을 수립하여 자기 이론을 실천함으로써 명성을 떨쳤다. 그는 애티튜드의 포즈(발레의 기법 참조) 등을 고안하여 발레 기법의 발달에도 공헌했으며 1856년 이후 모스크바로 가서 그곳에서 오랫동안 메트르 드 발레로서 활약, 러시아에 이탈리아파 발레를 널리 보급시켰다

## 교육법
아카데미에서의 그의 교육법은 8세부터 12세가량(남자는 14세)까지를 입학시켜 재학연한(在學年限)은 8년간, 처음 3년 동안은 무급이나 그 후 5년 동안은 유급으로 하여 연수에 따라 급여를 늘리는 제도를 택했다. 또한 하루의 교정(敎程)은 일요일과 축제일 이외의 매일 오전중 세 시간은 무용의 연습, 오후의 한 시간은 마임을 연습하는 엄격한 것이었다. 이 연습규정은 그 후 각처에서 기준이 되어 현재에 이르고 있다.

## 저서
그는 무용이론가로서 그의 제자인 Enrico Cecchetti 등에게 영향을 미친 무용 서적들을 출판하였다.
- 《무용예술의 기초, 이론 및 실기 개론》(Traité élémentaire théorique et pratique de l'art de la danse, Milan, 1820)
  - 지금도 여전히 발레의 보전(寶典)으로서 가장 널리 알려져 있다.
- 《테르시프코르의 코드》(The Code of Terpsichore, Londres, 1828)
- 《무용을 위한 완성본》(Manuel complet de la danse, Paris, 1830)